# 소웰짧은꼬리박쥐
소웰짧은꼬리박쥐(Carollia sowelli)는 주걱박쥐과(신세계잎코박쥐류)에 속하는 박쥐의 일종이다. 멕시코 산루이스포토시주부터 중앙아메리카를 거쳐 파나마 서부 지역에서 발견된다. 학명과 통용명은 미국인 박애주의자 소웰(James N. Sowell)의 이름에서 유래했다.